# Átbetűzés
Az átbetűzés vagy transzliteráció egy idegen ábécé átbetűzését jelenti egy másik, a kiindulónyelvtől eltérő írásrendszert alkalmazó nyelvére. Jó példa erre a cirill ábécét használó nyelvek átírása a magyar ábécé szerinti formára, például: Москва – Moszkva.
Az átbetűzés (transzliteráció) megkülönböztetendő a transzkripciótól, amely fonetikus átírást jelent. Az átbetűzés speciális esete a betűhelyettesítés.
A kínai, japán és más nem betűalapú írás átírása nem transzliteráció, hanem transzkripció, mivel itt betű szerinti átírásról nem beszélhetünk.